# Електричні скати
Електричні скати (Torpediniformes) — ряд скатів, плоских морських риб зі збільшеними грудними плавцями. Більшість представників ряду відомі своєю здатністю виробляти електричний розряд напругою від 8 до 220 вольт, залежно від виду, що використовується для полювання та захисту. Ряд нараховує близько 65 сучасних видів, які згруповані у дві родини.
Найвідомішим родом ряду є Torpedo, за назвою якого названий тип зброї — торпеда. Ця назва походить від лат. torpere — «паралізувати» (йдеться про дію ската на жертву або людину, що наступає на нього). Сила струму, яка генерується скатами, різниться залежно від виду та досягає 50 ампер. Напруга також варіює. Наприклад, атлантичний торпедо (Torpedo nobiliana) може давати розряди у 220 вольтів, але для більшості видів ця цифра менша і становить 5—40 вольт. Розміри електричних скатів також різні, максимальна довжина належить тому ж торпедо і становить 1,2 м при вазі до 100 кг. Решта видів дрібні — до 50 см.

## Класифікація
У ряді виокремлюють дві сучасні родини з 12 родами й приблизно 65 видами. Крім того, відомі викопні форми:
- † родина Archaeobatidae
  - † рід Cristabatis;
  - † рід Doliobatis;
  - † рід Toarcibatis;
- родина Torpedinidae[4]
  - † рід Eotorpedo;
  - рід Torpedo (10 видів);
  - рід Tetronarce (10 видів);
- родина Hypnidae[5]
  - рід Hypnos (1 вид);
- родина Narcinidae[6]
  - рід Benthobatis (4 види);
  - рід Diplobatis (4 види);
  - рід Discopyge (2 види);
  - рід Narcine (16 видів);
  - рід Narcinops (5 видів);
- родина Narkidae[7]
  - рід Crassinarke (1 вид);
  - рід Electrolux (1 вид);
  - рід Heteronarce (4 види);
  - рід Narke (3 види);
  - рід Temera (1 вид);
  - рід Typhlonarke (2 види);
- родина Platyrhinidae[8]
  - рід Platyrhina (4 види);
  - рід Platyrhinoidis (1 вид).